# الباطنية (فلم)
الباطنية فيلم مصري تم إنتاجه سنة 1980م وهو من بطولة نادية الجندي ومحمود ياسين وفريد شوقي وفاروق الفيشاوي وأحمد زكي رواية الكاتب إسماعيل ولي الدين وسيناريو وحوار مصطفى محرم وإخراج حسام الدين مصطفى وإنتاج محمد مختار.
ولقد نجح الفيلم بصورة عظيمة جعل من نادية الجندي نجمة الجماهير وكان من أفضل الأفلام التي أنجبتها السينما المصرية ويعتبر من كلاسيكيات السينما العربية واستمر في دور العرض سنة كاملة وحقق أعلى إيرادات في تاريخ السينما المصرية ويعد إلى الآن أنجح فيلم لنادية الجندي خصوصا وقد حارب ظاهرة المخدرات الشائعة في القاهرة بمصر ويحكي الفيلم قصة وردة التي تورطت في فتحي وحملت منه بالحرام في حي الباطنية ويتخلى عنها بضغط من أبيه العقاد تاجر المخدرات. وعندما تلد وردة مولودها، يخطفه أعوان العقاد ويدعي لها أحدهم أنه مات ويسيء برعي منافس العقاد إلى فتحي فيدخل السجن ويتفق برعي ووردة على الانتقام من العقاد فيقتلان حفيد العقاد أدهم وتصاب بالجنون عندما تكتشف أنها قتلت ابنها.
أعيد تمثيل الفيلم وتم تحويله إلى مسلسل بنفس العنوان وتمثيل لغادة عبد الرازق وتعترض نادية الجندي بقوة شديدة لاستنساخ فيلمها الشهير وأعلنت أنها تتصدى لكل من يقلد عملا من أعمالها. عرض الفيلم على قنوات عديدة: سيما، روتانا، ميلودي، ولا يزال يعرض إلى حد الساعة.

## روابط خارجية
- مقالات تستعمل روابط فنية بلا صلة مع ويكي بيانات